# Dentalium filosum
Dentalium filosum is een Scaphopodasoort uit de familie van de Dentaliidae. De wetenschappelijke naam van de soort is voor het eerst geldig gepubliceerd in 1830 door Broderip & G.B. Sowerby I.